# G.723
G.723 es un estándar codec de ITU-T  que utiliza extensiones de G.721 proporcionando cobertura de calidad de voz de entre 300 Hz y 3400 Hz utilizando un Adaptive Modulación de Código de Pulso Diferencial (ADPCM) de 24 y 40 kbit/s para aplicaciones de equipo de multiplicación de circuito digital (DCME). El estándar G.723 está obsoleto y ha sido superado por el G.726.
Notemos que esto es un códec completamente diferente de G.723.1.